# Cynoglossum papuanum
Cynoglossum papuanum là loài thực vật có hoa trong họ Mồ hôi. Loài này được Schltr. ex O.Brand mô tả khoa học đầu tiên năm 1929.